# Municipio de Lee (condado de Beltrami)
El municipio de Lee (en inglés, Lee Township) es un municipio del condado de Beltrami, Minnesota, Estados Unidos. Tiene una población estimada, a mediados de 2023, de 39 habitantes.
Abarca una zona exclusivamente rural.

## Geografía
Está ubicado en las coordenadas 48°14′18″N 95°31′6″O / 48.23833, -95.51833. Según la Oficina del Censo, tiene una superficie total de 94.1 km², de los cuales 93.9 km² corresponden a tierra firme y 0.2 km² están cubiertos de agua.

## Demografía
Según el censo de 2020, en ese momento había 41 personas residiendo en la zona. La densidad de población era de 0.4 hab./km². El 70.73 % de los habitantes eran blancos y el 29.27 % eran de una mezcla de razas. No había hispanos o latinos viviendo en la región.